# HMS Domett (K473)
«Дометт» (англ. HMS Domett (K473) — військовий корабель, фрегат типу «Кептен» підтипу «Евартс» Королівського військово-морського флоту Великої Британії за часів Другої світової війни.

## Історія створення
Фрегат «Дометт» був закладений 7 квітня 1943 року на верфі американської компанії Boston Navy Yard у Бостоні, як ескортний міноносець типу «Евартс» USS Eisner (DE-269). 19 травня 1943 року він був спущений на воду, а 3 вересня 1943 року переданий до Королівських ВМС Великої Британії, де увійшов до бойового складу флоту.

## Історія служби
На початку січня 1944 року «Дометт» був призначений до складу спеціальної корабельної групи. Разом з іншими кораблями своєї ескортної групи («Кук», «Дакворт», «Блеквуд» та «Ессінгтон») він вирушив з Белфаста до ВМБ Скапа-Флоу на Оркнейських островах. 5 січня 1944 року кораблі вийшли зі Скапа-Флоу як частина ескорту для оперативної групи, яка переводилася до британського Східного флоту в Коломбо, Цейлон, і складалася з лінійних кораблів «Веліант» та «Квін Елизабет», лінійного крейсера «Рінаун» і авіаносців «Ілластріас» та «Унікорн». Кораблі прибули до Гібралтару 7 січня 1944 року після важкого переходу, потім продовжили рух через Середземне море до Суецького каналу, прибувши до Суеца 12 січня 1944 року. Там «Дометт» та інші кораблі 3-ї ескортної групи припинили супровід і вирушили назад до Британських островів.
29 червня 1944 року 3-тя ескортна група, до складу якої входив «Дометт», відслідкувала напад бомбардувальника «Ліберейтор» на підводний човен у протоці Ла-Манш на захід від Гернсі. Унаслідок пошуку «Дакворт» та кораблі групи «Ессінгтон», «Дометт» і «Кук» знайшли та знищили U-988, що стало їх першим успіхом.
30 червня 1944 року німецький підводний човен U-441 був виявлений західніше Гернсі. В результаті атаки глибинними бомбами британських бомбардувальника «Ліберейтора» та фрегатів «Ессінгтон», «Дакворт», «Дометт» та «Кук» німецька субмарина була потоплена.